# 조제프 드 리케 드 카라망시메 (1808년)
17대 시메 공(公) 조제프 드 리케 드 카라망(Joseph de Riquet de Caraman, 17e prince de Chimay)은 벨기에의 외교관이자 기업가로 1808년 8월 20일 파리에서 태어나 1886년 3월 12일 런던에서 사망하였다.

## 생애

### 출신과 가족
조제프는 시메 공 프랑수아 조제프 드 리케 드 카라망과 테레자 카바뤼(탈리앙 부인)의 장남으로 태어났다.
1830년 8월 30일, 그는 파리에서 브리고드 백작의 미망인이던 에밀리 펠라프라(1806-1871)과 결혼하였다. 부부는 총 자식 넷을 가졌다.
- 마리 테레즈 에밀리(Marie Thérèse Emilie, 1832-1851), 라그랑주 백작부인, 프레데릭 라그랑주와 결혼.
- 마리 조제프  기 앙리 필리프(Marie Joseph Guy Henry Philippe, 1836-1892) (마리 드 몽테스키우페장삭과 결혼, 이후 마틸드 드 바라디아랑과 재혼)
- 발랑틴 (Valentine, 1839-1914), 폴 드 보프르몽 공비, 이후 조르주 2세 비베스코 공비.
- 외젠 (Eugène, 1847-1881) (루이즈 드 그라펜리트빌라르와 결혼).